# HMS 아크 로열 (R09)

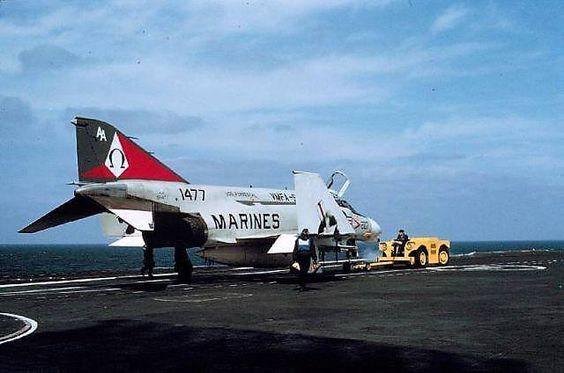
영국 아크로얄에 착륙해 있는 미해병대의 팬텀 전투기

아크 로얄은 영국의 어데셔스급 항공모함 2척 중에 2번함이다. 길이 245미터, 만재배수량 53950톤으로서, 1978년 퇴역한 영국의 마지막 CATOBAR 항공모함이다.

## 함재기
31대의 고정익기와 9대의 헬기를 탑재했다.
- 28톤 부캐니어 S2 공격기 12대* 28톤 F-4 팬텀 14대
- 11톤 가넷 AEW3 조기경보기 4대
- 11톤 가넷 COD4 수송기 1대
- 10톤 시킹 대잠전 헬기 7대
- 6톤 웨섹스 탐색구조 헬기 2대

## 같이 보기
- 22DDH - 길이 248미터로 아크로얄 보다 길다. 2012년 착공해 건조중인 일본 항공모함
- HMS 아크 로얄
- 클레망소급 항공모함 - 1970년대 영국이 HMS 아크 로얄 (R09) 2척을 운용할 때, 프랑스는 클레망소 2척을 운용했다.